# غرق شدن کشتی مهاجران در دریای مدیترانه (۲۰۱۱)
غرق شدن کشتی مهاجران در دریای مدیترانه (انگلیسی: 2011 Mediterranean Sea migrant shipwreck) یکی از حوادث در دریای مدیترانه در سال ۲۰۱۱ بود. یک سخنگوی گارد ساحلی دریای مدیترانه در مالت اظهار داشت که غرق شدن این کشتی احتمالاً به دلیل بادهای شدید در دریای آزاد بوده‌است، سرعت کشتی ۱۷۸ کیلومتر در ساعت و ۹۶ گره دریایی بوده که در منطقه لامپدوسا غرق شد. در عملیات نجات ۲۰ جسد پیدا شد، ۴۸ نفر نجات پیدا کردند و حداقل ۱۳۰ نفر ناپدید شدند.